# Бернардо Кос
Бернардо Кос (ісп. Bernardo Cos, нар. 31 березня 1949, Кордова) — аргентинський футболіст, що грав на позиції нападника. Виступав, зокрема, за клуб «Барселона», у складі якого здобув титул чемпіона Іспанії.

## Ігрова кар'єра
У професійному футболі Бернардо Кос дебютував 1971 року на батьківщині в складі команди «Бельграно», в якій того року взяв участь у 13 матчах чемпіонату.
У 1972 році футболіст перейшов до іспанського клубу «Барселона», у складі якого в сезоні 1973—1974 років став чемпіоном Іспанії. У складі каталонського клубу аргентинський нападник грав до 1976 року. У 1976—1978 роках Кос грав у складі іншої іспанської команди «Бургос», після чого завершив виступи на футбольних полях.

## Титули і досягнення
- Чемпіон Іспанії (1):

«Барселона»: 1973–1974